# 西沢舜一
西沢 舜一（にしざわ しゅんいち、1928年8月17日 - 2008年12月10日）は、日本の評論家、日本共産党員。勝山俊介（かつやま しゅんすけ）名義による、戯曲や小説も知られている。

## 来歴
東京出身。装身具を扱う商店に育つ。旧制東京高等学校に入学。在学中の1946年12月12日、日本共産党に入党。のち東京大学に進学する。
1958年6月より5年間、世界民主青年連盟本部書記局員として日本民主青年同盟からブダペストに派遣された。1963年3月帰国、日本共産党中央委員会に勤務。
1967年に戯曲「回転軸」を「勝山俊介」のペンネームで書き、日本共産党創立45周年記念文芸作品に入賞。これを機に文筆活動を開始する。戯曲には「創世記」など、小説には「天橋義塾」などがある。
著作集には、『勝山俊介作品集』（東銀座出版社、全4巻）がある。

## 主な活動
評論家としては、西沢舜一の名で、中野重治や小田切秀雄を批判する論文を次々と発表。『文学と現代イデオロギー』（新日本出版社、1975年）で、第8回多喜二・百合子賞を受賞した後も、中野重治の「甲乙丙丁」を全面的に批判した『「甲乙丙丁」論-いろはにほへと』（新日本出版社、1981年、ISBN 978-4-406-00735-1）などの批評を発表している。また、『愛とモラル』（新日本出版社、1976年）などで買売春、ポルノ、同性愛を始めとする性的少数者などを「性的退廃」と批判した。
一方では、日本共産党の活動も行い、国際部副部長、赤旗編集局次長、文化部長、幹部会委員を歴任した。この間、宗教委員会責任者、人民大学（日本共産党が主催した教養講座）講師にもなった。1983年の第13回参議院議員通常選挙には、比例区から名簿搭載順位6位で出馬する。共産党はこの選挙で5議席獲得という結果であったために、議席獲得はならなかった。また、全国パーキンソン病友の会千葉県支部長を10年間務めた。